# カイマク
カイマク（英: kaymak）とは、クロテッドクリームに似た、バルカン半島から中央アジアにかけて食されるクリーム状の乳製品である。バルカン半島諸国、アナトリア半島、中央アジア、中東、モンゴル及び中国西部、インドなどでも食される。ウシ、スイギュウ、ヒツジ、ヤギなどの乳汁から作る。
伝統的な作り方は、生乳をゆっくりと温め、その後極低温で2時間煮込む。火を止めた後、クリームの上澄みをすくい、数日間から数日の間、自然に冷やして凝固させる。カイマクは乳脂肪分が高く、約60%にもなる。濃厚な風味と豊かな味わいを持つ。

## 語源
カイマクという言葉は中央アジアに由来し、恐らくモンゴル語で金属を溶かして型に入れる事を意味するkayl-makという動詞に由来する。kaymakという用語が初めて文献に登場するのは、マフムト・アル＝カシュガルの有名な著書『クタドゥグ・ビリグ』である。この言葉はモンゴル語にkaylgmakとして残り、テュルク諸語においては、アゼルバイジャン語ではQaymaq、ウズベク語ではqaymoq、カザフ語及びショル語ではқаймақ、キルギス語ではкаймак、トルコ語ではkaymak、トルクメン語ではGaýmakのように、わずかな変化で呼ばれ、ジョージア語ではკაიმაღი、ギリシャ語ではκαϊμάκι、そしてセルビア・クロアチア語ではкајмак、ルーマニア語ではcaimacと呼ばれている。
イランではسرشیر(Saršir)と呼ばれる。この言葉は「乳の上」を意味する。

## 中央アジア
テュルク、モンゴル、イラン系など、中央アジアの遊牧や畜産を営む牧畜民において、乳製品は重要な食料源であったが、その乳加工技術において作られる乳製品の一つがカイマクである。
伝統的な牧畜民においては、ヒツジやヤギなどから搾乳し、加熱、非加熱にかかわらず静置法により分離、浮いてきた乳脂をすくい取ったものがカイマクであったが、ソビエト連邦を形成していた国々においては、より乳量の多いウシからの搾乳、セパレーターによる遠心分離なども普及した。
中国西部における各牧畜民においてもカイマクは作られている。カザフ族においては、ウシの乳を材料として作られ、キルギス族においては、ヒツジ、ヤギ、ウシ、ヤクなどの乳で、ウイグル族においてはウシやヒツジなどの乳から、それぞれセパレーターによる分離、非加熱による静置、加熱による静置など、様々な方法によって、カイマクは作られている。
こうして作られたカイマクは牧畜民の重要なエネルギー源として、朝夕の食事の際にナンや揚げパンなどに付けて食べられたり、乳茶の中に入れて飲まれ、消費される。
余剰分のカイマクは更なる乳脂の分離、加熱、加塩などを行い、より日持ちするサルマイと呼ばれるバター状のものや、バターオイルへと加工される。
中央アジアにおける遊牧民の定住化が進んだ現在においてもカイマクは広く食べられ、市場やスーパーなどで、牧畜民の作ったカイマクの量り売りや、パッケージングされたカイマクなどが販売されている
。

## バルカン半島
カイマクは、ほとんどが伝統的な方法で家庭内で作られる。購入する時は、店舗やスーパーマーケットではなく公開市場で買うことができるが、市販品は品質が良くない。最も上質なものは、山牛の農場のものである。カイマクは、乾燥した動物の皮で作った袋で熟成させることもでき、このようなものはskorupと呼ばれる。
通常はオードブルとして食べられるが、調味料としても用いられる。最も簡単なレシピはlepinja sa kajmakomで、カイマクを詰めたピタであり、朝食やファストフードとして食べられる。セルビア人、ボスニア人、マケドニア人は、これを国民食と考えている。カイマクを使った他の料理には、pljeskavica sa kajmakom（溶けたカイマクをトッピングしたハンバーガー）やribić u kajmaku（牛脚肉のカイマク煮込み）等がある。これは、バーベキューの付け合わせとして食べられる。

## トルコと中東
トルコではカイマクに非常に人気があり、少なくともカイマク店への女性の立入りが禁止された証拠がある1573年以降、数世紀に渡って店舗でのカイマクの製造と消費が行われてきた。今日では、カイマクは伝統的なトルコ料理の朝食と一緒に食べられる。かつてと比べるとカイマクの人気は落ちてきたが、水牛にケシ種の製油かすを給餌しているアフィヨンカラヒサール地方では、上質のカイマクが作られている。カイマクは、砂糖を加えないでいれたトルコの伝統的なコーヒーにクリームの代わりに加えられることもあり、また、ジャムや蜂蜜のようにペストリーやパンケーキと一緒に食べられる。アフガニスタンのカイマクは、ナンの付け合わせや炭酸水素ナトリウムを加えた緑茶qymak chaiのトッピングとして食べられる。イラクではGaimarまたはQaimarと呼び、パン、蜂蜜またはジャム、熱い茶とともに朝食として食べられる。